# Золотой глобус (премия, 1998)
55-я церемония вручения наград премии «Золотой глобус»

18 января 1998 года
Лучший фильм (драма): 

«Титаник»
Лучший фильм (комедия или мюзикл): 

«Лучше не бывает»
Лучший драматический сериал: 

«Секретные материалы»
Лучший сериал (комедия или мюзикл): 

«Элли Макбил»
Лучший мини-сериал или фильм на ТВ: 

«Джордж Уоллес»
< 54-я Церемонии вручения 56-я >
55-я церемония вручения наград премии «Золотой глобус» за заслуги в области кинематографа и телевидения за 1997 год состоялась 18 января 1998 года в Beverly Hilton Hotel (Лос-Анджелес, Калифорния, США). Номинанты были объявлены 18 декабря 1997.
Высокобюджетный блокбастер «Титаник», режиссёра Джеймса Кэмерона, претендовавший на премию в восьми номинациях, был удостоен четырёх наград, включая призы за лучший драматический фильм и лучшую режиссуру.

## Список лауреатов и номинантов
• Победители выделены отдельным цветом. 

### Игровое кино
Количество наград/номинаций:
- 4/8: «Титаник»
- 3/6: «Лучше не бывает»
- 1/5: «Секреты Лос-Анджелеса»
- 1/4: «Умница Уилл Хантинг»
- 0/4: «Амистад»
- 0/3: «Боксёр» / «Свадьба лучшего друга» / «Плутовство»
- 1/2: «Ночи в стиле буги»
- 0/2: «Джеки Браун» / «Вход и выход» / «Анастасия»
- 1/1: «Золото Ули» / «Миссис Браун» / «Моя жизнь в розовом цвете»

| Категории                             | Лауреаты и номинанты                                                                          | Лауреаты и номинанты                                                             | Лауреаты и номинанты                                                             |
| ------------------------------------- | --------------------------------------------------------------------------------------------- | -------------------------------------------------------------------------------- | -------------------------------------------------------------------------------- |
| Лучший фильм (драма)                  | • Титаник / Titanic                                                                           | • Титаник / Titanic                                                              | • Титаник / Titanic                                                              |
| Лучший фильм (драма)                  | • Амистад / Amistad                                                                           |                                                                                  |                                                                                  |
| Лучший фильм (драма)                  | • Боксёр / The Boxer                                                                          |                                                                                  |                                                                                  |
| Лучший фильм (драма)                  | • Умница Уилл Хантинг / Good Will Hunting                                                     |                                                                                  |                                                                                  |
| Лучший фильм (драма)                  | • Секреты Лос-Анджелеса / L.A. Confidential                                                   |                                                                                  |                                                                                  |
| Лучший фильм (комедия или мюзикл)     | • Лучше не бывает / As Good as It Gets                                                        | • Лучше не бывает / As Good as It Gets                                           | • Лучше не бывает / As Good as It Gets                                           |
| Лучший фильм (комедия или мюзикл)     | • Свадьба лучшего друга / My Best Friend's Wedding                                            |                                                                                  |                                                                                  |
| Лучший фильм (комедия или мюзикл)     | • Плутовство / Wag the Dog                                                                    |                                                                                  |                                                                                  |
| Лучший фильм (комедия или мюзикл)     | • Люди в чёрном / Men in Black                                                                |                                                                                  |                                                                                  |
| Лучший фильм (комедия или мюзикл)     | • Мужской стриптиз / The Full Monty                                                           |                                                                                  |                                                                                  |
| Лучший режиссёр                       |                                                                                               | • Джеймс Кэмерон за фильм «Титаник»                                              | • Джеймс Кэмерон за фильм «Титаник»                                              |
| Лучший режиссёр                       | • Джеймс Л. Брукс — «Лучше не бывает»                                                         |                                                                                  |                                                                                  |
| Лучший режиссёр                       | • Кёртис Хэнсон — «Секреты Лос-Анджелеса»                                                     |                                                                                  |                                                                                  |
| Лучший режиссёр                       | • Джим Шеридан — «Боксёр»                                                                     |                                                                                  |                                                                                  |
| Лучший режиссёр                       | • Стивен Спилберг — «Амистад»                                                                 |                                                                                  |                                                                                  |
| Лучший актёр в драматическом фильме   |                                                                                               | • Питер Фонда — «Золото Ули» (англ.) (за роль Ули Джексона)                      | • Питер Фонда — «Золото Ули» (англ.) (за роль Ули Джексона)                      |
| Лучший актёр в драматическом фильме   | • Мэтт Деймон — «Умница Уилл Хантинг» (за роль Уилла Хантинга)                                |                                                                                  |                                                                                  |
| Лучший актёр в драматическом фильме   | • Дэниел Дэй-Льюис — «Боксёр» (за роль Дэнни Флинна)                                          |                                                                                  |                                                                                  |
| Лучший актёр в драматическом фильме   | • Леонардо Ди Каприо — «Титаник» (за роль Джека Доусона)                                      |                                                                                  |                                                                                  |
| Лучший актёр в драматическом фильме   | • Джимон Хонсу — «Амистад» (за роль Синке)                                                    |                                                                                  |                                                                                  |
| Лучшая актриса в драматическом фильме |                                                                                               | • Джуди Денч — «Миссис Браун» (за роль королевы Виктории)                        | • Джуди Денч — «Миссис Браун» (за роль королевы Виктории)                        |
| Лучшая актриса в драматическом фильме | • Хелена Бонэм Картер — «Крылья голубки» (за роль Кейт Крой)                                  |                                                                                  |                                                                                  |
| Лучшая актриса в драматическом фильме | • Джоди Фостер — «Контакт» (за роль Элеонор Эрроуэй)                                          |                                                                                  |                                                                                  |
| Лучшая актриса в драматическом фильме | • Джессика Лэнг — «Тысяча акров» (англ.) (за роль Джинни Кук Смит)                            |                                                                                  |                                                                                  |
| Лучшая актриса в драматическом фильме | • Кейт Уинслет — «Титаник» (за роль Розы Дьюитт Бьюкейтер (в молодости))                      |                                                                                  |                                                                                  |
| Лучший актёр в комедии или мюзикле    | Джек Николсон                                                                                 | • Джек Николсон — «Лучше не бывает» (за роль Мелвина Аделла)                     | • Джек Николсон — «Лучше не бывает» (за роль Мелвина Аделла)                     |
| Лучший актёр в комедии или мюзикле    | Джек Николсон                                                                                 | • Джим Керри — «Лжец, лжец» (за роль Флетчера Рида)                              |                                                                                  |
| Лучший актёр в комедии или мюзикле    | Джек Николсон                                                                                 | • Дастин Хоффман — «Плутовство» (за роль Стэнли Мотсса)                          |                                                                                  |
| Лучший актёр в комедии или мюзикле    | Джек Николсон                                                                                 | • Сэмюэл Л. Джексон — «Джеки Браун» (за роль Орделла Робби)                      |                                                                                  |
| Лучший актёр в комедии или мюзикле    | Джек Николсон                                                                                 | • Кевин Клайн — «Вход и выход» (за роль Говарда Брэкетта)                        |                                                                                  |
| Лучшая актриса в комедии или мюзикле  |                                                                                               | • Хелен Хант — «Лучше не бывает» (за роль Кэрол Коннелли)                        | • Хелен Хант — «Лучше не бывает» (за роль Кэрол Коннелли)                        |
| Лучшая актриса в комедии или мюзикле  | • Джой Лорен Адамс — «В погоне за Эми» (за роль Алиссы Джонс)                                 |                                                                                  |                                                                                  |
| Лучшая актриса в комедии или мюзикле  | • Пэм Гриер — «Джеки Браун» (за роль Джеки Браун)                                             |                                                                                  |                                                                                  |
| Лучшая актриса в комедии или мюзикле  | • Дженнифер Лопес — «Селена» (за роль Селены Кинтанильи-Перес)                                |                                                                                  |                                                                                  |
| Лучшая актриса в комедии или мюзикле  | • Джулия Робертс — «Свадьба лучшего друга» (за роль Джулиан Поттер)                           |                                                                                  |                                                                                  |
| Лучший актёр второго плана            | Бёрт Рейнольдс                                                                                | • Бёрт Рейнольдс — «Ночи в стиле буги» (за роль Джека Хорнера)                   | • Бёрт Рейнольдс — «Ночи в стиле буги» (за роль Джека Хорнера)                   |
| Лучший актёр второго плана            | Бёрт Рейнольдс                                                                                | • Руперт Эверетт — «Свадьба лучшего друга» (за роль Джорджа Доунза)              |                                                                                  |
| Лучший актёр второго плана            | Бёрт Рейнольдс                                                                                | • Энтони Хопкинс — «Амистад» (за роль Джона Куинси Адамса)                       |                                                                                  |
| Лучший актёр второго плана            | Бёрт Рейнольдс                                                                                | • Грег Киннир — «Лучше не бывает» (за роль Саймона Бишопа)                       |                                                                                  |
| Лучший актёр второго плана            | Бёрт Рейнольдс                                                                                | • Джон Войт — «Благодетель» (за роль Лео Ф. Драммонда)                           |                                                                                  |
| Лучший актёр второго плана            | Бёрт Рейнольдс                                                                                | • Робин Уильямс — «Умница Уилл Хантинг» (за роль Шона Магуайера)                 |                                                                                  |
| Лучшая актриса второго плана          |                                                                                               | • Ким Бейсингер — «Секреты Лос-Анджелеса» (за роль Линн Брэкен)                  | • Ким Бейсингер — «Секреты Лос-Анджелеса» (за роль Линн Брэкен)                  |
| Лучшая актриса второго плана          | • Джоан Кьюсак — «Вход и выход» (за роль Эмили Монтгомери)                                    |                                                                                  |                                                                                  |
| Лучшая актриса второго плана          | • Джулианна Мур — «Ночи в стиле буги» (за роль Амбер Уэйвз)                                   |                                                                                  |                                                                                  |
| Лучшая актриса второго плана          | • Глория Стюарт — «Титаник» (за роль Розы (в старости))                                       |                                                                                  |                                                                                  |
| Лучшая актриса второго плана          | • Сигурни Уивер — «Ледяной ветер» (за роль Джейни Карвер)                                     |                                                                                  |                                                                                  |
| Лучший сценарий                       |                                                                                               | • Бен Аффлек и Мэтт Деймон — «Умница Уилл Хантинг»                               | Мэтт Деймон                                                                      |
| Лучший сценарий                       | • Марк Эндрюс — «Лучше не бывает»                                                             |                                                                                  | Мэтт Деймон                                                                      |
| Лучший сценарий                       | • Джеймс Кэмерон — «Титаник»                                                                  |                                                                                  | Мэтт Деймон                                                                      |
| Лучший сценарий                       | • Кёртис Хэнсон — «Секреты Лос-Анджелеса»                                                     |                                                                                  | Мэтт Деймон                                                                      |
| Лучший сценарий                       | • Хилари Хенкин — «Плутовство»                                                                |                                                                                  | Мэтт Деймон                                                                      |
| Лучшая музыка к фильму                |                                                                                               | • Джеймс Хорнер — «Титаник»                                                      | • Джеймс Хорнер — «Титаник»                                                      |
| Лучшая музыка к фильму                | • Филип Гласс — «Кундун»                                                                      |                                                                                  |                                                                                  |
| Лучшая музыка к фильму                | • Джерри Голдсмит — «Секреты Лос-Анджелеса»                                                   |                                                                                  |                                                                                  |
| Лучшая музыка к фильму                | • Майкл Найман — «Гаттака»                                                                    |                                                                                  |                                                                                  |
| Лучшая музыка к фильму                | • Джон Уильямс — «Семь лет в Тибете»                                                          |                                                                                  |                                                                                  |
| Лучшая песня                          | • My Heart Will Go On — «Титаник» — музыка: Джеймс Хорнер, слова: Уилл Дженнингс              | • My Heart Will Go On — «Титаник» — музыка: Джеймс Хорнер, слова: Уилл Дженнингс | • My Heart Will Go On — «Титаник» — музыка: Джеймс Хорнер, слова: Уилл Дженнингс |
| Лучшая песня                          | • Go the Distance — «Геркулес» (м/ф) — музыка: Алан Менкен, слова: Дэвид Зиппель              |                                                                                  |                                                                                  |
| Лучшая песня                          | • Journey to the Past — «Анастасия» (м/ф) — музыка: Стивен Флаэрти, слова: Линн Аренс         |                                                                                  |                                                                                  |
| Лучшая песня                          | • Once Upon a December — «Анастасия» — музыка: Стивен Флаэрти, слова: Линн Аренс              |                                                                                  |                                                                                  |
| Лучшая песня                          | • Tomorrow Never Dies — «Завтра не умрёт никогда» — музыка и слова: Шерил Кроу и Митчелл Фрум |                                                                                  |                                                                                  |
| Лучший фильм на иностранном языке     | • Моя жизнь в розовом цвете / Ma vie en rose (Бельгия)                                        | • Моя жизнь в розовом цвете / Ma vie en rose (Бельгия)                           | • Моя жизнь в розовом цвете / Ma vie en rose (Бельгия)                           |
| Лучший фильм на иностранном языке     | • Артемизия / Artemisia (Франция)                                                             |                                                                                  |                                                                                  |
| Лучший фильм на иностранном языке     | • Шафер / Il testimone dello sposo (Италия)                                                   |                                                                                  |                                                                                  |
| Лучший фильм на иностранном языке     | • Леа / Lea (Германия)                                                                        |                                                                                  |                                                                                  |
| Лучший фильм на иностранном языке     | • Вор (Россия)                                                                                |                                                                                  |                                                                                  |

### Телевизионные награды
| Категории                                                               | Лауреаты и номинанты                                                              | Лауреаты и номинанты                                                  |
| ----------------------------------------------------------------------- | --------------------------------------------------------------------------------- | --------------------------------------------------------------------- |
| Лучший телевизионный сериал (драма)                                     | • Секретные материалы / The X-Files                                               | • Секретные материалы / The X-Files                                   |
| Лучший телевизионный сериал (драма)                                     | • Надежда Чикаго / Chicago Hope                                                   |                                                                       |
| Лучший телевизионный сериал (драма)                                     | • Скорая помощь / ER                                                              |                                                                       |
| Лучший телевизионный сериал (драма)                                     | • Закон и порядок / Law & Order                                                   |                                                                       |
| Лучший телевизионный сериал (драма)                                     | • Полиция Нью-Йорка / NYPD Blue                                                   |                                                                       |
| Лучший телевизионный сериал (комедия или мюзикл)                        | • Элли Макбил / Ally McBeal                                                       | • Элли Макбил / Ally McBeal                                           |
| Лучший телевизионный сериал (комедия или мюзикл)                        | • Третья планета от Солнца / 3rd Rock from the Sun                                |                                                                       |
| Лучший телевизионный сериал (комедия или мюзикл)                        | • Фрейзер / Frasier                                                               |                                                                       |
| Лучший телевизионный сериал (комедия или мюзикл)                        | • Друзья / Friends                                                                |                                                                       |
| Лучший телевизионный сериал (комедия или мюзикл)                        | • Сайнфелд / Seinfeld                                                             |                                                                       |
| Лучший телевизионный сериал (комедия или мюзикл)                        | • Спин-Сити / Spin City                                                           |                                                                       |
| Лучший мини-сериал или телефильм                                        | • Джордж Уоллес / George Wallace                                                  | • Джордж Уоллес / George Wallace                                      |
| Лучший мини-сериал или телефильм                                        | • 12 разгневанных мужчин / 12 Angry Men                                           |                                                                       |
| Лучший мини-сериал или телефильм                                        | • Дон Кинг: Только в Америке / Don King: Only in America                          |                                                                       |
| Лучший мини-сериал или телефильм                                        | • Дети мисс Эверс / Miss Evers' Boys                                              |                                                                       |
| Лучший мини-сериал или телефильм                                        | • Одиссея / The Odyssey                                                           |                                                                       |
| Лучший актёр в драматическом телесериале                                |                                                                                   | • Энтони Эдвардс — «Скорая помощь» (за роль доктора Марка Грина)      |
| Лучший актёр в драматическом телесериале                                | • Кевин Андерсон — «Ничего святого» (за роль отца Фрэнсиса Ксавье «Рэя» Рэйнокса) |                                                                       |
| Лучший актёр в драматическом телесериале                                | • Джордж Клуни — «Скорая помощь» (за роль доктора Дага Росса)                     |                                                                       |
| Лучший актёр в драматическом телесериале                                | • Дэвид Духовны — «Секретные материалы» (за роль Фокса Малдера)                   |                                                                       |
| Лучший актёр в драматическом телесериале                                | • Лэнс Хенриксен — «Тысячелетие» (за роль Фрэнка Блэка)                           |                                                                       |
| Лучшая актриса в драматическом телесериале                              |                                                                                   | • Кристин Лахти — «Надежда Чикаго» (за роль доктора Кэтрин Остин)     |
| Лучшая актриса в драматическом телесериале                              | • Джиллиан Андерсон — «Секретные материалы» (за роль Даны Скалли)                 |                                                                       |
| Лучшая актриса в драматическом телесериале                              | • Ким Делейни — «Полиция Нью-Йорка» (за роль Дайан Рассел)                        |                                                                       |
| Лучшая актриса в драматическом телесериале                              | • Рома Дауни — «Прикосновение ангела» (за роль Моники)                            |                                                                       |
| Лучшая актриса в драматическом телесериале                              | • Джулианна Маргулис — «Скорая помощь» (за роль медсестры Кэрол Хэттеуэй)         |                                                                       |
| Лучший актёр в телесериале (комедия или мюзикл)                         |                                                                                   | • Майкл Дж. Фокс — «Спин-Сити» (за роль Майла Флаэрти)                |
| Лучший актёр в телесериале (комедия или мюзикл)                         | • Келси Греммер — «Фрейзер» (за роль Фрейзера Крэйна))                            |                                                                       |
| Лучший актёр в телесериале (комедия или мюзикл)                         | • Джон Литгоу — «Третья планета от Солнца» (за роль Дика Соломона)                |                                                                       |
| Лучший актёр в телесериале (комедия или мюзикл)                         | • Пол Райзер — «Без ума от тебя» (за роль Пола Бакмана)                           |                                                                       |
| Лучший актёр в телесериале (комедия или мюзикл)                         | • Джерри Сайнфелд — «Сайнфелд» (за роль Джерри Сайнфелда)                         |                                                                       |
| Лучшая актриса в телесериале (комедия или мюзикл)                       |                                                                                   | • Калиста Флокхарт — «Элли Макбил» (за роль Элли Макбил)              |
| Лучшая актриса в телесериале (комедия или мюзикл)                       | • Кёрсти Элли — «Салон Вероники» (за роль Вероники «Ронни» Чейз)                  |                                                                       |
| Лучшая актриса в телесериале (комедия или мюзикл)                       | • Эллен Дедженерес — «Эллен» (за роль Эллен Морган)                               |                                                                       |
| Лучшая актриса в телесериале (комедия или мюзикл)                       | • Дженна Эльфман — «Дарма и Грег» (за роль Дармы Финкельштейн Монтгомери)         |                                                                       |
| Лучшая актриса в телесериале (комедия или мюзикл)                       | • Хелен Хант — «Без ума от тебя» (за роль Джейми Стемпл Бакман)                   |                                                                       |
| Лучшая актриса в телесериале (комедия или мюзикл)                       | • Брук Шилдс — «Непредсказуемая Сьюзан» (за роль Сьюзан Кини)                     |                                                                       |
| Лучший актёр в мини-сериале или телефильме                              | [[Файл:\|95px]]                                                                   | • Винг Рэймс — «Дон Кинг: Только в Америке» (за роль Дона Кинга)      |
| Лучший актёр в мини-сериале или телефильме                              | [[Файл:\|95px]]                                                                   | • Арманд Ассанте — «Одиссея» (за роль Одиссея)                        |
| Лучший актёр в мини-сериале или телефильме                              | [[Файл:\|95px]]                                                                   | • Джек Леммон — «12 разгневанных мужчин» (за роль присяжного № 8)     |
| Лучший актёр в мини-сериале или телефильме                              | [[Файл:\|95px]]                                                                   | • Мэттью Модайн — «Что слышал глухой человек» (за роль Сэмми Эйерса)  |
| Лучший актёр в мини-сериале или телефильме                              | [[Файл:\|95px]]                                                                   | • Гэри Синиз — «Джордж Уоллес» (за роль Джорджа К. Уоллеса)           |
| Лучшая актриса в мини-сериале или телефильме                            |                                                                                   | • Элфри Вудард — «Дети мисс Эверс» (за роль Юнис Эверс)               |
| Лучшая актриса в мини-сериале или телефильме                            | • Эллен Баркин — «Разбитые сердца» (за роль Глори Мэри Джексон)                   |                                                                       |
| Лучшая актриса в мини-сериале или телефильме                            | • Джена Мэлоун — «Надежда» (за роль Лилли Кейт Бёрнс)                             |                                                                       |
| Лучшая актриса в мини-сериале или телефильме                            | • Ванесса Редгрейв — «Крёстная мать» (за роль Грациэллы Лучано)                   |                                                                       |
| Лучшая актриса в мини-сериале или телефильме                            | • Мерил Стрип — «Первый не навредит» (за роль Лори Реймюллер)                     |                                                                       |
| Лучший актёр второго плана в телесериале, мини-сериале или телефильме   | Джордж К. Скотт                                                                   | • Джордж К. Скотт — «12 разгневанных мужчин» (за роль присяжного № 3) |
| Лучший актёр второго плана в телесериале, мини-сериале или телефильме   | Джордж К. Скотт                                                                   | • Джейсон Александер — «Сайнфелд» (за роль Джорджа Костанзы)          |
| Лучший актёр второго плана в телесериале, мини-сериале или телефильме   | Джордж К. Скотт                                                                   | • Майкл Кейн — «Противостояние» (за роль Ф. В. де Клерка)             |
| Лучший актёр второго плана в телесериале, мини-сериале или телефильме   | Джордж К. Скотт                                                                   | • Дэвид Хайд Пирс — «Фрейзер» (за роль Нильса Крэйна)                 |
| Лучший актёр второго плана в телесериале, мини-сериале или телефильме   | Джордж К. Скотт                                                                   | • Эрик Ла Саль — «Скорая помощь» (за роль доктора Питера Бентона)     |
| Лучший актёр второго плана в телесериале, мини-сериале или телефильме   | Джордж К. Скотт                                                                   | • Ноа Уайли — «Скорая помощь» (за роль доктора Джона Картера)         |
| Лучшая актриса второго плана в телесериале, мини-сериале или телефильме | Анджелина Джоли                                                                   | • Анджелина Джоли — «Джордж Уоллес» (за роль Корнелии Уоллес)         |
| Лучшая актриса второго плана в телесериале, мини-сериале или телефильме | Анджелина Джоли                                                                   | • Джоэли Фишер — «Эллен» (за роль Пейдж Кларк)                        |
| Лучшая актриса второго плана в телесериале, мини-сериале или телефильме | Анджелина Джоли                                                                   | • Делла Риз — «Прикосновение ангела» (за роль Тесс)                   |
| Лучшая актриса второго плана в телесериале, мини-сериале или телефильме | Анджелина Джоли                                                                   | • Глория Рубен — «Скорая помощь» (за роль фельдшера Джини Буле)       |
| Лучшая актриса второго плана в телесериале, мини-сериале или телефильме | Анджелина Джоли                                                                   | • Мэр Уиннингэм — «Джордж Уоллес» (за роль Лёрлин Уоллес)             |

### Специальные награды
| Награда                                                     | Лауреаты      | Лауреаты                                                       |
| ----------------------------------------------------------- | ------------- | -------------------------------------------------------------- |
| Премия Сесиля Б. Де Милля (Награда за вклад в кинематограф) | Ширли Маклейн | • Ширли Маклейн — за выдающийся вклад в развлекательную сферу. |
| Мисс «Золотой глобус» 1998 (Символический титул)            |               | • Клементин Форд — (дочь актрисы Сибилл Шеперд)                |